# Olimarabidopsis
Olimarabidopsis là chi thực vật có hoa trong họ Cải.